# Fuso orario di Samara
| Verde scuro | Fuso orario di Kaliningrad (UTC+2).    |
| Rosso       | Fuso orario di Mosca (UTC+3).          |
| Celeste     | Fuso orario di Samara (UTC+4).         |
| Giallo      | Fuso orario di Ekaterinburg (UTC+5).   |
| Ciano       | Fuso orario di Omsk (UTC+6).           |
| Pistacchio  | Fuso orario di Krasnojarsk (UTC+7).    |
| Viola       | Fuso orario di Irkutsk (UTC+8).        |
| Blu         | Fuso orario di Jakutsk (UTC+9).        |
| Verde       | Fuso orario di Vladivostok (UTC+10).   |
| Albicocca   | Fuso orario di Srednekolymsk (UTC+11). |
| Rosso scuro | Fuso orario della Kamčatka (UTC+12).   |

Il fuso orario di Samara (in russo самарское время?, samarskoe vremja, in inglese Samara Time, sigla SAMT) è il terzo degli undici fusi orari in cui è ripartito il territorio della Federazione Russa dal 26 ottobre 2014, per effetto della legge federale del 3 giugno 2011 n. 107-F3 "Sul calcolo del tempo", così come modificata in data 21 luglio 2014.
Tale fuso orario corrisponde allo standard internazionale UTC+4 e si colloca un'ora in anticipo rispetto al fuso orario di Mosca (MSK+1). Prende nome dalla città di Samara e costituisce l'orario ufficiale dell'omonima oblast', di quelli di Astrachan', di Saratov, di Ul'janovsk e di e dell'Udmurtia.
Come tutti i fusi orari della Federazione Russa, il fuso di Samara non prevede il passaggio all'ora legale.

## Territori compresi nel fuso orario di Samara
- Circondario federale meridionale:
  -  Oblast' di Astrachan'
  -  Oblast' di Volgograd
- Circondario federale del Volga:
  -  Oblast' di Samara
  -  Oblast' di Saratov
  -  Udmurtia
  -  Oblast' di Ul'janovsk